# Micropogonias altipinnis
Micropogonias altipinnis är en fiskart som först beskrevs av Günther, 1864.  Micropogonias altipinnis ingår i släktet Micropogonias och familjen havsgösfiskar. IUCN kategoriserar arten globalt som livskraftig. Inga underarter finns listade i Catalogue of Life.